# Albatros (Schiff, 1905)
Die Albatros ist eine historische Segelyacht mit Heimathafen in Dießen am Ammersee. Sie gehört zu der Ammersee-Segelschule von Stefan Marx.

## Geschichte
Im Jahr 1905 erwarb der damalige württembergische König Wilhelm II. die Segelyacht  Skidbladnir. Sie wurde in der Werft von Max Oertz in Hamburg gebaut und segelte unter königlicher Flagge auf dem Bodensee. 1915 spendete Wilhelm II. die Yacht dem Roten Kreuz, das sie anschließend einem Kaufmann aus Friedrichshafen verkaufte. Danach wechselten mehrmals die Besitzer und sie wurde vom Einmast-Gaffelkutter zur Zweimast-Yawl umgebaut. Bereits im Jahre 1936 erwarb Heinrich Seidl, der Gründer der ersten Binnen-Segelschule Deutschlands, das Schiff und machte es zum Flaggschiff seiner Ammersee-Segelschule. Als 2002 Stefan Marx die Segelschule erwarb, ging die Albatros auch in seinen Bestand über. Seit 2016 hat die Albatros auch einen Motor.

## DieAlbatrosheute
Die Albatros wurde im Winter 2004/2005 generalüberholt. Ein neues Teakholz-Deck und der Salon standen auf dem Programm des Bootes mit der nun über 100-jährigen Geschichte. Die Albatros wird heute zum Vergnügen und für Veranstaltungen auf dem Ammersee gesegelt.

## Weblink
- Bilder der Albatros